# RG-33
RG-33 – południowoafrykański, opancerzony samochód klasy MRAP, opracowany przez spółkę BAE Systems Land Systems South Africa, będącą częścią filii BAE Systems Inc. Amerykański oddział BAE Systems głęboko zmodyfikowała projekt wozu o dodatkowe zabezpieczenia oraz zmodyfikowała układ napędowy. Występuje w wersjach z napędem 4×4, która oznaczona jest jako RG-33 i w wariancie z napędem 6×6, którą oznaczono jako RG-33L.

## Historia
RG-33 został wybudowany na bazie wozu RG-31 Nyala, jako jeden z pojazdów klasy MRAP dla wojsk amerykańskich. Wóz opracowała spółka BAE Systems Land Systems South Africa, która jest filią amerykańskiego koncernu BAE Systems. Produkcja kadłuba RG-33 odbywa się w mieście York w stanie Pensylwania, zaś końcowy montaż odbywa się w mieście Chambersburg, także w Pensylwanii. 
W styczniu 2007 roku United States Marine Corps zawarł kontrakt na dostawę pierwszych dwóch pojazdów RG-33 w układzie 4×4 i dwóch RG-33L z napędem 6×6. W lutym 2007 roku zamówiono kolejne 15 pojazdów RG-33 i 75 RG-33L. W 2010 roku dostarczono około 2200 egzemplarzy na potrzeby Sił Zbrojnych Stanów Zjednoczonych.

## Konstrukcja
RG-33 to samochód opancerzony klasy MRAP, który zapewnia podwyższony poziom ochrony na eksplozje improwizowanych ładunków wybuchowych (IED) pod pojazdem i ostrzał z broni maszynowej. W pojeździe zastosowano m.in. specjalnie zaprojektowane dno kadłuba w kształcie litery „V”, co ma na celu rozproszenie energii wybuchu. W razie konieczności pojazd można opancerzyć dodatkowymi modułami pancerza zewnętrznego. Pojazd produkowany jest w dwóch wersjach – RG-33 w układzie napędowym 4×4 oraz RG-33L, który jest powiększoną wersją z napędem 6×6. Oba warianty mają  wspólne 90% komponentów co obniża koszty i ułatwia ich wspólną eksploatację.

### RG-33
RG-33 wybudowano w układzie 4×4. Dysponuje on 4 drzwiami bocznymi, przeznaczonymi do wchodzenia bądź też opuszczania wozu. Fotele załogi jak i pasażerów zapewniają ochronę przed wybuchami min. Fotele te podwieszone są do sufitu. Dodatkowo wóz może być wyposażony w układ klimatyzacji i oszkloną obrotnicę z możliwością  montażu w niej uzbrojenia. Wóz ma wydzieloną wewnątrz przestrzeń do przechowywania wyposażenia. Opony zawierają wkłady typu run-flat, które pozwalają na dalsze poruszanie się z przebitymi czy też przestrzelonymi oponami. Dodatkowo wóz wyposażony jest w tylną rampę o napędzie hydraulicznym oraz układ noktowizyjny. Jest w stanie zabrać do 4 żołnierzy desantu oraz 2 członków zalogi.
RG-33, podobnie jak w wypadku pierwowzoru, wykorzystuje podwozie Unimog 4×4. Napęd stanowi silnik wysokoprężny Cummins 400 I6 o mocy 400 KM sprzężony z przekładnią Allison 3200.

### RG-33L
RG-33L stanowi wydłużoną wersję RG-33. Wóz wybudowano w układzie napędowym 6×6. Układ konstrukcyjny pozostał ten sam co w wariancie 4×4. Zmianie uległ jednak układ drzwi. Z przodu znajduje się tylko jedna para drzwi, zaś dostęp do tylnej części pojazdu zapewniają tylne drzwi ze specjalną rampą. Dodatkowo RG-33L wyposażony jest w pomocniczy zasilacz o mocy 6 kW. Jest w stanie przetransportować do 14 osób. Pakiet uzbrojenia pozostał ten sam co w wersji RG-33. Pojazd ma długość 8,58 m, szerokość 2,44 m oraz 3,45 m wysokości. Jego masa wynosi 26 ton.

## Użytkownicy
Użytkownicy pojazdu RG-33:
- Stany Zjednoczone
  - United States Marine Corps
  - United States Army
  - United States Special Operations Command
- Egipt
- Chorwacja
  - Hrvatska kopnena vojska
- Jordania

## Galeria

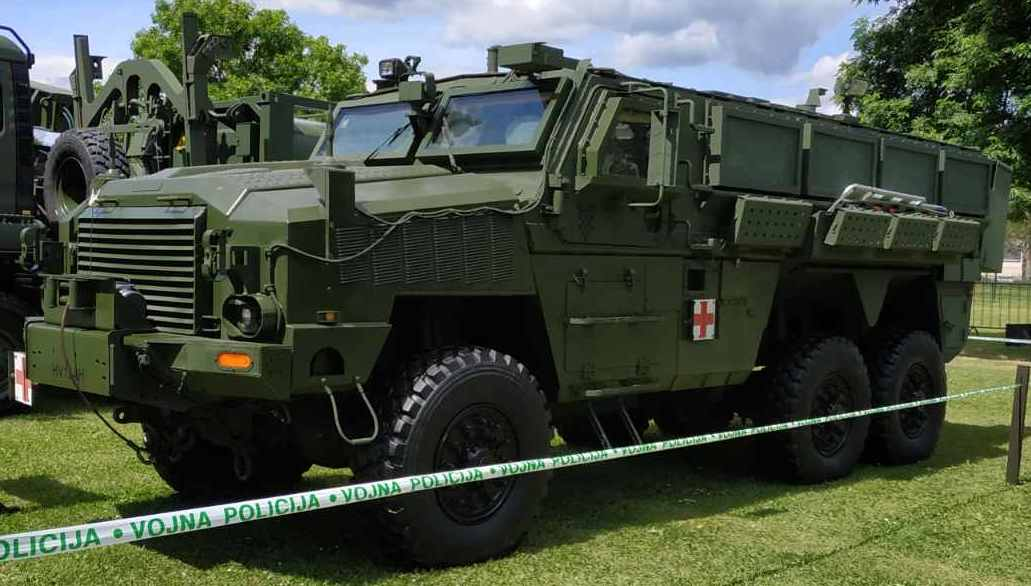
RG-33L w służbie Chorwackich Wojsk Lądowych
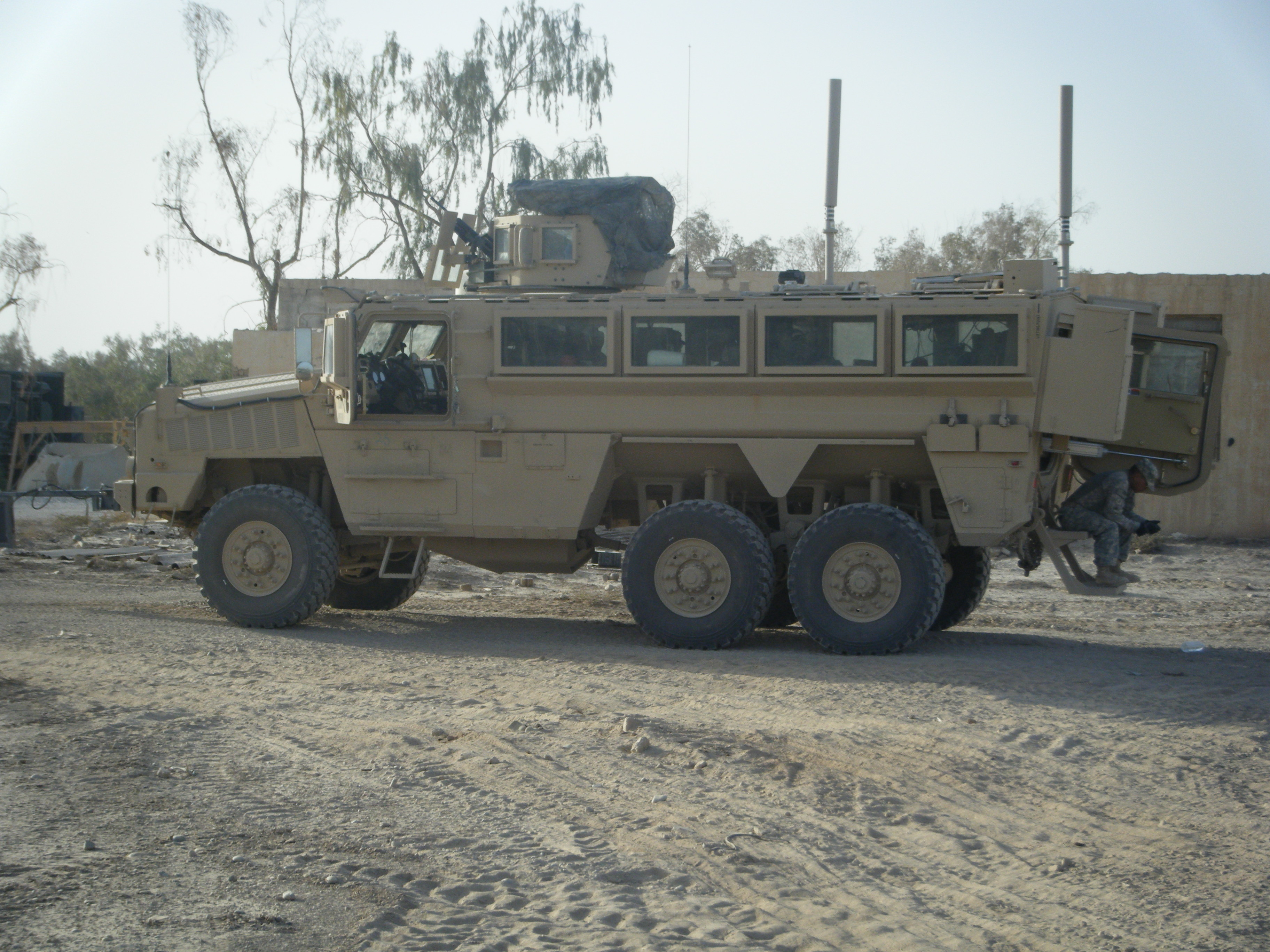
RG-33L z  załogową obrotnicą. Widoczny rozkład drzwi pojazdu
RG-33 z trałem przeciwminowym
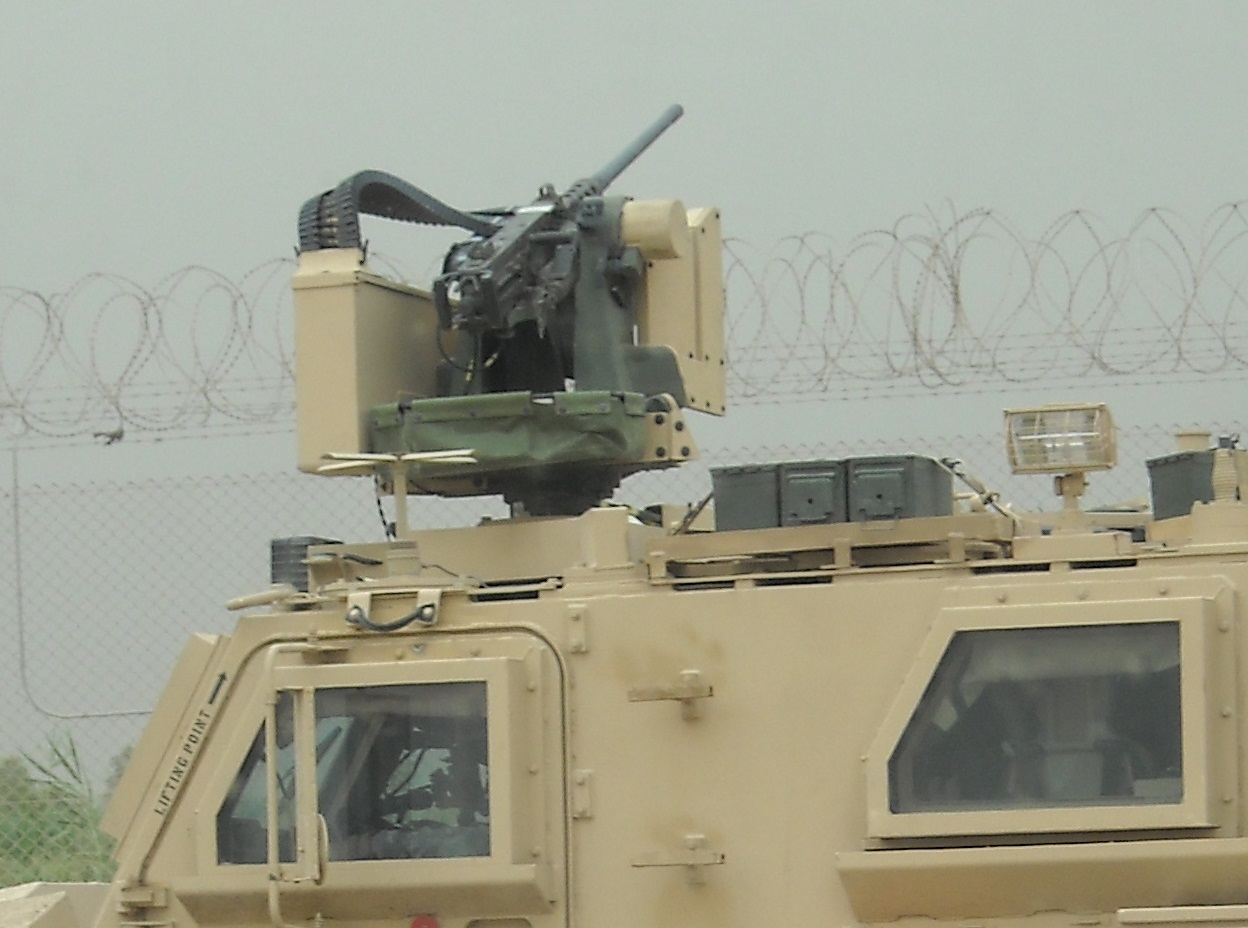
Zdalnie sterowane stanowisko strzeleckie z karabinem maszynowym Browning M2 na dachu RG-33